# Tannatt William Edgeworth David

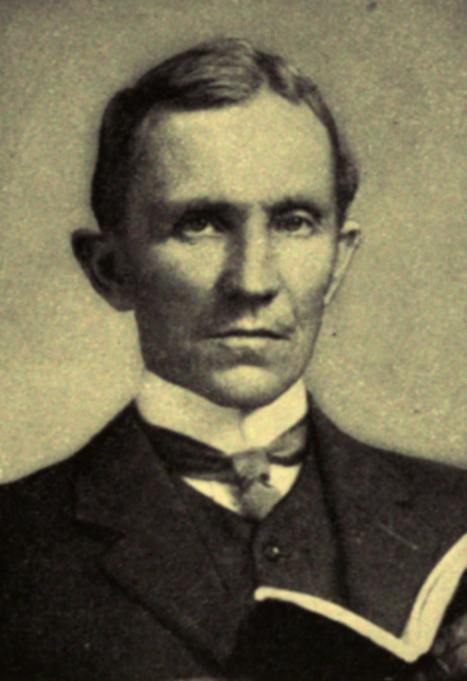
Sir Tannatt William Edgeworth David

Sir Tannatt William Edgeworth David, CMG, KBE, DSO, FRS (* 28. Januar 1858 in St Fagans, Glamorganshire, Wales; † 28. August 1934 in Sydney, Australien) war ein britisch-australischer Geologe, Landvermesser und Polarforscher.

## Leben und Wirken
1882 emigrierte Tannatt William Edgeworth David nach Australien, um eine Stelle als Geodät der Geological Survey of New South Wales anzutreten; es folgte eine Professur für Geologie an der Universität von Sydney von 1891 bis 1924. Doch Davids eigentliche Obsession war die Feldforschung, so beteiligte er sich 1897 an einer Expedition auf das Funafuti-Atoll, wo er die Entstehung von Korallenriff-Formationen im Pazifik untersuchte.
1886 entdeckte er die Kohlenfelder im Hunter Valley in New South Wales.
Zwischen 1907 und 1909 nahm er an der Nimrod-Expedition unter der Leitung von Ernest Henry Shackleton teil. Im Zuge dieser Mission gelang einer Gruppe, zu der David gehörte, 1908 die Erstbesteigung des Mount Erebus. 1909 hatte er maßgeblichen Anteil an der Lokalisierung des magnetischen Südpols.
Zurück in Australien verfasste David über 150 Lehrbücher, die bedeutendsten davon sind „Geographical Notes of the British Antarctic Expedition“ (1909) und „The Geology of Australia“ (1932). Ein nachgelassenes Werk über die Geologie Australiens wurde von William Rowan Browne erheblich vervollständigt 1950 veröffentlicht.

## Ehrungen
David wurde 1900 als Mitglied („Fellow“) in die Royal Society aufgenommen. 1910 wurde er Companion des Order of St. Michael and St. George. 1920 wurde er zum Ritter geschlagen (Knight Commander des Order of the British Empire). Die Royal Society of New South Wales verlieh ihm 1917 die Clarke-Medaille. 1934 ehrten ihn der Commonwealth und die Länder gemeinsam mit einem Staatsbegräbnis. Nach David sind der David Cauldron, der David-Gletscher, David Island und die David Range benannt, die sich allesamt in der Antarktis befinden.

## Schriften
- mit William Rowan Browne: The Geology of the Commonwealth of Australia, 2 Bände, London 1950